# Gis Gelati (azienda)
La Gis Gelati (nome intero Gruppo Industriale Scibilia s.p.a.) è stata un'azienda produttrice di gelati e di olio e con sede in Mosciano Sant'Angelo, in provincia di Teramo.

## Storia
La Gis Gelati nacque nel 1978 fondata dall'imprenditore Pietro Scibilia. L'azienda fu sponsor sia nel mondo del calcio che del ciclismo.
A rischio fallimento nel 2013, fu venduta e salvata dal fallimento dal Gruppo Di Cosimo che acquistò anche il marchio commerciale.